# Pachyneuron solitarium
Pachyneuron solitarium är en stekelart som först beskrevs av Hartig 1838.  Pachyneuron solitarium ingår i släktet Pachyneuron och familjen puppglanssteklar. Arten är reproducerande i Sverige. Inga underarter finns listade i Catalogue of Life.